# 2020年9月逝世人物列表
2020年逝世人物列表：1月 - 2月 - 3月 - 4月 - 5月 - 6月 - 7月 - 8月 - 9月 - 10月 - 11月 - 12月
2020年9月逝世人物列表，是用于汇总2020年9月期间逝世人物的列表。

## 依日期排序

### 30日
- 拉姆，30岁，中国四川女主播，死于烧伤。[1]
- 買嘉瑞，33歲，台灣棒球選手，曾經效力於中華職棒兄弟象隊。[2]
- 雷远生，68岁，中国作曲家，中国音乐家协会会员。[3]
- 莫伊塞斯·阿里马达斯·埃斯特万（西班牙語：Moisés Arrimadas Esteban），83岁，西班牙政治人物，阿尔瓦塞特省民事总督（1976年－1978年）。[4]
- 雅克·布吕纳（法語：Jacques Brunhes），85岁，法国政治人物，国民议会议员（1978－2007）。[5]
- 季諾，88歲，阿根廷漫畫家，代表作《娃娃看天下》（Mafalda）。[6]
- 郎琦，93岁，中国摄影家，吉林省摄影家协会终身荣誉主席。[7]
- 芦振家，93岁，中国政治人物，景德镇市政协原副主席。[8]
- 阿里·博泽尔（土耳其語：Ali Bozer），95歲，土耳其政治人物、學者，代總理（1989年）、外交部長（1990年），死於2019冠狀病毒病。[9]
- 赵竹铭，98岁，中国政治人物，原湖北省农垦局局长。[10]

### 29日
- 蒂莫西·雷·布朗（英語：Timothy Ray Brown），54歲，美國人，全球首位治癒愛滋病的患者，死於白血病復發。[11]
- 刘泉义，56岁，中国美术家，国防大学军事文化学院教授。[12]
- 列夫·奥夫钦尼科夫（俄語：Лев Овчинников），77岁，俄罗斯生物化学家，俄罗斯科学院院士。[13]
- 海伦·瑞迪（英語：Helen Reddy），78岁，澳大利亚出身的美国歌手、女演员。[14]
- 卡莱尔·特罗斯特（英语：Carlisle Trost），90岁，美国军事人物，海军作战部长（1986年－1990年）。[15]
- 萨巴赫·艾哈迈德·贾比尔·萨巴赫（阿拉伯語：صباح الأحمد الجابر الصباح），91岁，科威特埃米爾（2006－2020）。[16]
- 路易吉·阿里西奥（義大利語：Luigi Arisio），94岁，意大利政治人物，前众议院议员（1983年－1987年）。[17]

### 28日
- 邱宝昌，55岁，中国律师，北京市法学会电子商务法治研究会会长，北京市东城区政协委员。（遗体发现日）[18]
- 李玉成，76岁，中国政治人物，中央纪委驻最高人民法院原纪检组组长。[19]
- 马祚文，76岁，中国政治人物，广西壮族自治南宁市人大常委会原副主任。[20]
- 徐文惠，81岁，中国医务工作者，北京开国元勋文化促进会会长，徐海东之女。[21]
- 刘文治，108岁，中国老红军，原重庆第四棉纺织厂党支部书记。[22]
- 田龙玉，127岁，中国湖南省超级人瑞。[23]
- 余宗玲，108歲，嘉義女中校長，樂生療養院院長陳宗鎣夫人，中國時報創辦人余紀忠的妹妹。[24]

### 27日
- 竹內結子（日語：竹内 結子），40歲，日本女藝人。[25]
- 应宏标，41岁，中国企业家，浙江宏马铜业有限公司董事长。[26]
- 约翰·巴罗（英語：John Barrow），67岁，英国宇宙学家，皇家天文学会金质奖章获得者。[27]
- 沃尔夫冈·克莱门特（德語：Wolfgang Clement），80岁，德国政治人物，前经济和劳工部长（2002－2005），死于肺癌。[28]
- 贾斯万特·辛格（英語：Jaswant Singh），82岁，印度政治人物，前财政部长（1996、2002－2004）、国防部长（2000－2001）、外交部长（1998－2002）。[29]
- 胡源茂，82岁，中国政治人物，江西省九江市教育局原局长。[30]
- 张锦池，83岁，中国红学家，哈尔滨师范大学终身教授。[31]
- 富田耕生（日語：富田 耕生），85岁，日本配音演员。[32]
- 陈才，89岁，中国区域经济地理学家，东北师范大学荣誉教授。[33]
- 尤里·奧爾洛夫（俄語：Юрий Орлов），96岁，前苏联核物理学家、人权活动家。[34]

### 26日
- 纳赛尔·塞巴加拉（英語：Nasser Sebaggala），72歲，烏干達商人、政治人物，曾任坎帕拉市長（1998－1999、2006－2011）。[35]
- 王世志，73岁，中国人民解放军空军少将，原北京军区空军政治部副主任。[36]
- 戴元本，92岁，中国理论物理和粒子物理学家，中国科学院院士。[37]

### 25日
- 杨跃，59岁，中国企业人物，北京石大中油油品销售有限责任公司总经理。[38]
- 苏旅，66岁，中国美术家，广西美术出版社副总编辑。[39]
- 罗海，69岁，中国工艺美术大师，肇庆市端砚协会名誉会长。[40]
- 戈兰·帕斯卡列维奇，73岁，塞尔维亚导演。[41]
- S·P·巴拉蘇布拉赫曼尼亞姆（英語：S. P. Balasubrahmanyam），74岁，印度男歌手，死於2019冠狀病毒病。[42]
- 贝尔纳·马德雷勒（法語：Bernard Madrelle），76岁，法国政治人物，前国民议会议员（1978－2007）。[43]
- 慈连才，83岁，中国政治人物，东北师范大学工会主席（1994年－1997年）。[44]
- 李素芬，90岁，中国政治人物，曾任中共钦州地委副书记、钦州地区专员、广西壮族自治区侨务办主任。[45]
- 王殊，95岁，中国外交官，驻西德（1974－1976）、奥地利大使（1980－1985）、外交部副部长（1978－1980）。[46]

### 24日
- 谢卡尔·巴苏（英语：Sekhar Basu），68歲，印度核物理學家，死於2019冠狀病毒病。[47]
- 科莱特·朱迪切利（法語：Colette Giudicelli），76岁，法国政治人物，参议院议员（2008－2020）。[48]
- 海梅·布兰科·加西亚（西班牙語：Jaime Blanco García），76岁，西班牙政治人物，坎塔布里亚自治区政府主席（1990－1991）。[49]
- 孙业藩，80岁，中国政治人物，安徽省人大常委会原副秘书长。[50]
- 张新时，86岁，中国植物生态学家，中国科学院植物研究所所长（1990－1998），中国科学院院士。[51]
- 余秉楠，87岁，中国平面设计师，清华大学美术学院教授。[52]
- 王耀山，93岁，中国老红军，曾任志愿军司令部译电科长。[53]

### 23日
- 苏雷希·安加迪（英語：Suresh Angadi），65岁，印度政治人物，人民院议员（2004年起）、铁道部国务部长（2019年起），死于2019冠状病毒病。[54]
- 张蓉蓉，66岁，中国法学家，云南大学副教授。[55]
- 瓦哈·阿加耶夫（俄語：Ваха Агаев），67岁，俄罗斯企业家、政治人物，国家杜马议员（2011年起），死于2019冠状病毒病。[56]
- 罗世谦，77岁，中国政治人物，中共上海市委副书记（2001年－2007年）、市纪委书记（2002年－2006年）。[57]
- 查尔斯·斯图尔特·鲍耶（英語：Charles Stuart Bowyer），86岁，美国天文学家，死于2019冠状病毒病。[58]
- 徐杰，87岁，中国经济法学家，中国政法大学教授。[59]
- 魏桥，90岁，中国地方志书编撰者，浙江省人民政府地方志办公室原主任，浙江省社会科学院原副院长。[60]
- 哈羅德·埃文斯爵士（英語：Sir Harold Evans），92歲，英國和美國新聞工作者（《星期日泰晤士報》、《周刊報道》、《衞報》），死於心臟衰竭。[61]
- 高云天，92岁，中国政治人物，海口市工商业联合会副主委兼秘书长。[62]
- 尹春宴，95岁，中国政治人物，原广州市水产总公司党委书记。[63]
- 徐乐天，95岁，中国胸外科专家，北京协和医院教授。[64]

### 22日
- 李冬松，56岁，中国数学教师，哈尔滨工业大学数学学院数学教学研究中心副教授。[65]
- ，57岁，俄裔美国小说家、制片人、记者。[66]
- 谢尔盖·霍鲁日（俄語：Сергей Хоружий），78岁，俄罗斯哲学家、翻译家，俄罗斯科学院哲学研究所研究员。[67]
- 雷开元，80岁，中国戏曲表演艺术家，陕西省戏曲研究院一级演员。[68]
- 蔡述明，82岁，中国地理生态学家，湖北省政协原副主席。[69]
- 孙家贤，86岁，中国政治人物，浙江省政协原副主席。[70]
- 陈延昕，88岁，中国历史学家，中国人民大学历史学院教授。[71]
- 潘政德，89岁，中国工业人物，中国一冶集团总工程师。[72]
- 李东英，99岁，中国稀有金属冶金及材料专家，中国工程院院士。[73]
- 雅克·塞纳尔（法語：Jacques Senard），100岁，法国外交官，驻埃及大使（1976－1979）。[74]
- 王铁彬，101岁，中国电影化妆师，中国电影家协会会员。[75]
- 王维屏，103岁，中国体育工作者，清华大学教授。[76]

### 21日
- 刘全心，65岁，中国政治人物，郑州市人大常委会原副主任。[77]
- 安格里塔·夏尔巴，72歲，尼泊爾登山家，死於中風。[78]
- 尼古拉·波利亚科夫（烏克蘭語：Микола Поляков），74岁，乌克兰科学家，第聂伯罗国立大学校长（1998年起）。[79]
- 多贡·桑达多吉，76岁，中国藏学家、教育家。[80]
- 吉尔贝·梅耶尔（法語：Gilbert Meyer），78岁，法国政治人物，前国民议会议员（1993年－2007年）。[81]
- 隆·科博（英語：Ron Cobb），83岁，美国漫画家、电影概念设计师。[82]
- 旺莫達，88岁，马来西亚政治人物，前登嘉楼州大臣（1974年－1999年）。[83]
- 任凌云，88岁，中国政治人物，四川省人大常委会原副主任。[84]
- 迈克尔·朗斯代尔（法語：Michael Lonsdale），89岁，法国男演员。[85]
- 羅伯特·弗里曼·史密斯（英語：Robert Freeman Smith），89岁，美国政治人物，前众议院议员、农业委员会主席（1997－1999）。[86]
- 湯廷池，89歲，臺灣語言學家，國立清華大學外國語文學系、語言學研究所退休教授。[87]
- 全熙正（韓語：전희정），90岁，朝鲜政治人物、外交官，朝鲜国防委员会原外事局长。[88]
- 汤米·德维托（英語：Tommy DeVito），92岁，美国音乐家，四季乐队创始成员、首席吉他手。[89]
- 阿瑟·阿什金（英語：Arthur Ashkin），98岁，美国物理学家，2018年诺贝尔物理学奖获得者。[90]

### 20日
- 杨忠，49岁，中国工程师，中国建筑西北设计研究院有限公司副总经理。[91]
- 乌克塔姆·巴尔诺耶夫，55岁，乌兹别克斯坦政治人物，副总理（2020年2月起），死於2019冠狀病毒病。[92]
- 史志有，64岁，中国作曲家、指挥家，长影乐团音乐总监。[93]
- 罗萨·玛丽亚·奥尔蒂斯（西班牙語：Rosa María Ortiz），65岁，秘鲁政治人物，前能源和矿业部长（2015年－2016年）。[94]
- 羅銘偉，66岁，香港前無綫、亞視藝人，死於心臟病發。[95]
- 赫拉尔多·贝拉（西班牙語：Gerardo Vera），73岁，西班牙电影和戏剧导演，国立戏剧中心主任（2004年－2011年），死于2019冠状病毒病。[96]
- 林寅澤（朝鲜语：임인택），80岁，韩国政治人物，前建設交通部长（2001年－2003年）。[97]
- 藤木孝（日语：藤木孝），80歲，日本男歌手、演員。[98]
- 郑克鲁，81岁，中国翻译家，上海师范大学教授。[99]
- 迈克尔·查普曼（英語：Michael Chapman），84岁，美国电影摄影指导、导演。[100]
- 李辉柄，87岁，中国古陶瓷研究专家，故宫博物院研究馆员。[101]
- 王家励，90岁，中国政治人物，南京市总工会原主席。[102]
- 毛钧魁，92岁，中国政治人物，中共西安市委统战部原部长，西安市政协原秘书长。[103]

### 19日
- 李豐博，49歲，台灣導演，曾拍過電影《殺手歐陽盆栽》、《愛情靈藥》、五月天紀錄電影《搖滾本事》，死於腦中風。[104]
- 曹垒发，57岁，中国企业人物，贵州能源集团董事长。[105]
- 盧瑞盛，63歲，香港資深傳媒人、前亞視新聞主播。[106]
- 齋藤洋介（日语：斎藤洋介），69歲，日本男演員。[107]
- 乔治娜·梅斯女爵士（英語：Dame Georgina Mace），67岁，英国生态学家，皇家学会院士（2002年）。[108]
- 大卫·库克（英语：David Cook (Northern Ireland politician)），76歲，英國北愛爾蘭政治人物，貝爾法斯特市長（1978年－1979年），死於2019冠狀病毒病。[109]
- 徐师樵，82岁，中国人民解放军少将，原湖北省军区政治委员。[110]
- 塔拉·辛格（英语：Tara Singh (Mumbai politician)），82歲，印度政治人物，馬哈拉什特拉邦議會議員（1999年－2019年）。[111]
- 唐纳德·M·肯德尔（英语：Donald M. Kendall），99歲，美國商人，前百事可樂CEO（1971年－1986年）。[112]
- 羅伯特·戈爾（英語：Robert W. Gore），83歲，美國化學工程師，防水布料Gore-Tex發明者。[113]
- 约翰·内皮尔·特纳（英語：John Napier Turner），91岁，加拿大政治人物、前总理（1984年6月 - 9月）。[114][115][116]

### 18日
- 自由哥（本名王柏翔），41歲，台湾藝人旅遊團的御用領隊。[117]
- 山姆·麦克布雷尼（英語：Sam McBratney），77岁，英国北爱尔兰作家。[118]
- 李绍庚，84岁，中国政治人物，吉林省社会科学界联合会原副主席。[119]
- 露絲·拜德·金斯伯格（英語：Ruth Bader Ginsburg），87歲，美國最高法院大法官。[120]
- 何强泰，89岁，中国生物遗传学家，南京师范大学副教授。[121]

### 17日
- 悲月法师，47岁，中国佛教高僧，五台山佛教协会副会长兼秘书长，山西省佛教协会副会长。[122]
- 赵宇，53岁，中国计算机专家，东北师范大学信息科学与技术学院教师。[123]
- 阿肖克·加斯蒂（英语：Ashok Gasti），55歲，印度政治人物，联邦院議員（2020年6月－2020年9月），死於2019冠狀病毒病。[124]
- 温斯顿·葛鲁姆（英語：Winston Groom），77岁，美国小说家，《阿甘正传》原著作者。[125]
- 崔成泓（韓語：최성홍），80岁，韩国外交官，前外交通商部长（2002年－2003年）。[126]
- 屈维章，80岁，中国石油工作者，原西安石油学院党委书记（1992年－2002年）。[127]
- 王永洁，85岁，中国机械设计专家，哈尔滨工业大学教授。[128]
- 李铎，90岁，中国书法家，第九届全国政协委员。[129]
- 姚一民，91岁，中国教育工作者，原江苏省邮电学校党委书记兼校长。[130]
- 张佐友，93岁，中国政治理论教育家，北京联合大学教授。[131]
- 马贝禾，98岁，中国老红军，原解放军海军上海外训队队长。[132]
- 苗春亭，101岁，中国政治人物，贵州省政协原主席。[133]
- 何志聪，102岁，中国老红军，原南京军区炮兵司令员。[134]
- 赵振东，53岁，中国病原生物学家和感染免疫学领域专家，国务院联防联控机制科研攻关组疫苗研发专班技术支持小组组长、中国医学科学院病原生物学研究所研究员。[135][136]

### 16日
- 阿瑪勒·道卡杜，34歲，中華民國海軍陸戰隊99旅中士，7月3日左營海域聯合登陸作戰操演翻覆[137][138]。
- 黃鴻升，36歲，藝名「小鬼」，臺灣男藝人，死於主动脉夹层。[139]
- 陈建军，65岁，中国区域与城市经济学家，中国区域科学协会副理事长，浙江大学公共管理学院教授。[140]
- 冯天有，78岁，中国骨伤科专家，原空军总医院副院长、主任医师、教授。[141]
- 筱艳霞，85岁，中国评剧表演艺术家，中国戏剧家协会会员。[142]
- 程巢父，86岁，中国思想学者。[143]
- 马培塘，90岁，中国政治人物，原广西壮族自治区冶金工业厅厅长。[144]
- 刘文耀，92岁，中国神经外科学家，新疆医科大学教授。[145]
- 袁毅平，94岁，中国摄影家，中国摄影家协会原副主席。[146]
- 楠兼敬（日語：楠 兼敬），97岁，日本汽车工程师。曾任丰田汽车董事副总经理、日野汽车董事长。[147]
- 黄德传，99岁，中国政治人物，原浙江省体育运动委员会党组书记、副主任、顾问。[148]

### 15日
- 王遂舟，62岁，中国商界人物，亚细亚集团公司总经理。[149]
- 莫姆契洛·克拉伊什尼克，75歲，波士尼亞與赫塞哥維納政治人物、戰犯，前主席团成员（1996年－1998年）、塞族共和國國民議會議長（1991年－1996年），死於2019冠狀病毒病。[150]
- 李焕庭，75岁，中国政治人物，驻马店市政协主席（2001年－2006年）、驻马店市人大常委会主任（2006年－2007年）。[151]
- 王志良，79岁，中国乒乓球运动员、教练员。[152]
- 穆萨·特拉奥雷（法語：Moussa Traoré），83歲，马里軍人、政治人物，前總統（1968年－1991年）。[153]
- 江从彬，90岁，中国教育工作者，原青岛化工学院党委书记。[154]
- 邓三瑞，90岁，中国造船工程师，原哈尔滨船舶工程学院院长。[155]
- 陈雨波，98岁，中国土木工程专家，原哈尔滨建筑工程学院党委书记兼院长。[156]
- 边丰，99岁，中国政治人物，原陕西省纺织工业总公司党委书记。[157]

### 14日
- 蘆名星（日語：芦名 星），本名五十嵐彩，36歲，日本女演員。[158]
- 吳仁惠（韓語：오인혜），36歲，韓國女演員。自殺身亡。[159]
- 达尼埃尔·苏拉热（法語：Daniel Soulage），78岁，法国政治人物，前参议院议员（2001年－2011年）。[160]
- 陆景煃，81岁，中国政治人物，原广州市经济体制改革委员会主任。[161]
- 王文清，87岁，中国核燃料化学家，北京大学教授。[162]
- 严省，92岁，中国政治人物，原广东省审计局局长。[163]
- 罗贝尔·沙巴尔（法語：Robert Chabbal），93岁，法国科学工作者，法国国家科学研究中心主任（1976年－1979年）。[164]
- 老比尔·盖茨（英語：Bill Gates Sr.），94歲，美国律师、慈善家，微软创始人比尔·盖茨的父親。[165]

### 13日
- 张平平，71岁，中国体育新闻工作者，《篮球》杂志主编（2003年－2009年）。[166]
- 凯莱蒂·捷尔吉（匈牙利語：Keleti György），74歲，匈牙利政治人物，前國防部長（1994年－1998年）、國民議會議員（1992年－2010年）。[167]
- 拉古万什·普拉萨德·辛格（英语：Raghuvansh Prasad Singh），74歲，印度政治人物，乡村发展部长（2004年－2009年）、人民院議員（1996年－2014年），死於2019冠狀病毒病。[168]
- 贝尔纳·德勃雷（法語：Bernard Debré），75岁，法国政治人物，巴黎议会议员（2008年起）。[169]
- 蔡銘霖，75歲，中華民國立法院副院長蔡其昌之父。[170]
- 萨比特·布罗卡伊（英语：Sabit Brokaj），78歲，阿爾巴尼亞醫生、政治人物，衛生部長（1991年）、國防部長（1997年－1998年），死於心臟病。[171]
- 平野宏（日語：平野 宏），83岁，日本企业家，中部饲料公司董事长。[172]
- 贺炎生，87岁，中国政治人物，武汉市武昌区政协原副主席。[173]
- 保羅·尼爾（德語：Paolo Knill），88岁，瑞士科学家，莱斯利大学荣誉教授。[174][175]
- 陈知非，91岁，中国工程师，原航天工业部教授级高级工程师，陈赓长子。[176]
- 余成，91岁，中国政治人物，宁波市政协原副主席。[177]
- 张正义，92岁，中国政治人物，原杭州市工商局局长。[178]
- 李易諴，台灣人，前國會助理。[179]

### 12日
- 李吉弘，50歲，臺灣政治人物，屏東縣地政處長。[180]
- 卡洛斯·卡萨米格拉（西班牙語：Carlos Casamiquela），72岁，阿根廷政治人物，农牧渔业部长（2013年－2015年），死於2019冠狀病毒病。[181]
- 苏寿南，80岁，中国企业家，三枪集团创始人，全国劳动模范。[182]
- 吕君忾，81岁，中国诗人、书法家，广州诗社副社长。[183]
- 侯相林，85岁，中国哲学家，内蒙古大学哲学系原主任。[184]
- 赵云鹏，90岁，中国军事人物，原中国人民解放军42军125师副师长。[185]
- 高凌云，102岁，中国政治人物，陕西省人大常委会原副主任，陕西省政协原副主席。[186]

### 11日
- 納維德·阿夫卡里（波斯語：نوید افکاری），27歲，伊朗摔跤運動員，死刑犯。在2018年的反政府示威中因謀殺罪被執行絞刑。[187]
- 黄忠东，52岁，中国大陸企業家，龙韬娱乐创辦人，藝人黃子韜生父。[188]
- 林威邦，57歲，臺灣政治人物，前臺中市議員。[189]
- 刘福水，57岁，中国车用发动机专家，15式轻型坦克发动机总设计师，北京理工大学教授。[190]
- 孙德汉，69岁，中国政治人物，青岛市政协原主席，第十一届全国政协委员，第八届、九届全国人大代表。[191]
- 郭春兴，72岁，中国政治人物，广东省汕头市濠江区政协原主席[192]
- 傑·梅洛許（英語：Jay Melosh），73岁，美国地球物理学家。[193]
- 朱金河，75岁，中国政治人物，济南市人大常委会原副主任。[194]
- 圖茨·希伯特（英语：Toots Hibbert），77歲，牙買加創作歌手。[195]
- 李晋奎，85岁，中国建筑声学专家，清华大学建筑学院教授。[196]
- 克里斯蒂安·蓬斯莱（法語：Christian Poncelet），92岁，法国政治人物，前参议院议长（1998年－2008年）。[197]
- 蘇玉珍，94歲，台灣女性新聞工作者。[198]

### 10日
- 女爵士（英語：Dame Diana Rigg），82歲，英國女演員。[199]
- 村上正邦（日語：村上 正邦），88岁，日本政治人物，前劳动大臣（1992年－1993年）。[200]
- 杨光弟，91岁，中国政治人物，浙江省人民政府原副秘书长。[201]
- 爱德华·卡伊丹斯基（波兰语：Edward Kajdański），94岁，波兰汉学家。[202]
- 张世英，99岁，中国哲学家，北京大学哲学系教授。[203]

### 9日
- 史蒂夫·李（英語：Stevie Lee），54歲，美國侏儒男演員兼摔角手。曾演出電影《無厘取鬧3D》（Jackass 3D）[204][205]。
- 李家平，68岁，中国传记作家，中国现代文学馆原资料室副主任。[206]
- 羅納德·貝爾（英语：Ronald Bell (musician)），68歲，美國薩克斯風手與詞曲作家，樂團库尔伙伴合唱团的創團成員。[207]
- 阿納爾福·豐特韋亞（英语：Arnulfo Fuentebella），74歲，菲律賓政治人物，前菲律賓眾議院議員、議長（2000年－2001年）、副議長（2007年－2013年）。心臟衰竭而死。[208]
- 雪儿·海特（英語：Shere Hite），77岁，美裔德国籍性教育家、女权主义者。[209]
- 李庆云，95岁，中国政治人物，原复旦大学分校、上海大学文学院党委书记。[210]
- 陳詠，96岁，中国政治人物，中共广西壮族自治区纪委原副书记。[211]
- 沈克勤，99岁，中華民國外交官暨國際法專家，擔任軍職期間曾任孫立人將軍的秘書。[212]

### 8日
- 任意誠，72歲，臺灣企業家，浙江菜餐廳永福樓董事長。[213]
- 車納德（英語：Joseph Chennoth），76歲，印度天主教總主教，聖座駐日本大使（2011年起）。[214]
- 徐文辉，77岁，中国仪器科学家，哈尔滨工业大学教授。[215]
- 朱理存，80岁，中国女画家，中央文史研究馆书画院院部委员。[216]
- 余先予，84岁，中国国际法学家，上海财经大学法学院教授。[217]
- 罗纳德·哈伍德（英語：Ronald Harwood），85岁，英国作家、剧作家、编剧。[218]
- 盖春来，92岁，中国京剧女演员。[219]

### 7日
- 蒂姆·穆赫林（英语：Tim Mulherin），63歲，澳大利亞政治人物，前昆士蘭州議員（1995年－2015年）、昆士蘭州反對黨副領袖（2012年－2015年）。死於癌症。[220]
- 帕特里夏·蒂尔（英語：Patricia Thiel），67岁，美国化学家，爱荷华州立大学教授。[221]
- 荣大为，71岁，中国文物管理专家，中国文化遗产研究院原副院长。[222]
- 李立，72岁，中国政治人物，西安电子科技大学原党委书记（2002年－2008年）。[223]
- 阿卜杜勒·卡迪尔·巴贾迈勒（阿拉伯語：عبد القادر باجمال），74岁，也门政治人物，前总理（2001年－2007年）。[224]
- 奥雷利奥·伊拉戈里·奥尔马萨（西班牙語：Aurelio Iragorri Hormaza），83岁，哥伦比亚政治人物，参议院议员（1991年－2014年），死於2019冠狀病毒病。[225]
- 陈定昌，83岁，中国导航制导与控制专家，中国科学院院士。[226]
- 黄士鼎，88岁，中国作家，云南民族出版社原总编辑。[227]
- 袁履冰，88岁，中国化学家，大连理工大学教授。[228]
- 谭维四，90岁，中国考古学家，湖北省博物馆原馆长。[229]
- 贝尔尼·阿尔德（英語：Berni Alder），94岁，美国物理学家。[230]
- 高文彬，97岁，中国法学家、翻译家，上海海事大学教授，东京审判亲历者。[231]

### 6日
- 布魯斯·威廉姆森（英语：Bruce Williamson (singer)），49歲，美國歌手，誘惑合唱團前成員，死於2019冠狀病毒病。[232]
- 沃恩·瓊斯（英語：Vaughan Jones），67歲，紐西蘭數學家，菲尔兹奖得主（1990年）。[233]
- 德拉戈柳布·奥伊达尼奇，79岁，塞尔维亚军事人物，前南斯拉夫武装力量总参谋长、南斯拉夫联盟共和国国防部长（2000年）。[234]
- 江忞，79岁，中国政治人物，常州市政协原副主席。[235]
- 盧·布羅克（英語：Louis Brock），81岁，美国职业棒球选手。[236]
- 刘有恒，86岁，中国通信电子学家，北京大学信息科学技术学院电子学系教授。[237]
- 吴量恺，90岁，中国历史学家，华中师范大学历史文化学院教授。[238]
- 杉村隆（日語：杉村 隆），94岁，日本生物化学家，日本学士院院长（2013年－2016年）。[239]

### 5日
- 嚴詠能，50歲，台灣男歌手，打狗亂歌團團長，死於心肌梗塞。[240]
- 尼玛扎西，55岁，中国青稞育种专家，西藏自治区农牧科学院院长，死于车祸。[241]
- 德怀特·安德森（英語：Dwight Anderson），59岁，美国篮球运动员。[242]
- 史蒂夫·梅里爾（英语：Steve Merrill），74歲，美國政治人物，新罕布夏州州長（1993年－1997年）。[243]
- 丁俊先，74岁，中国政治人物，安徽省农垦事业管理局原局长、安徽省农垦集团公司原董事长。[244]
- 遇平静，80岁，中国土木工程专家，深圳大学土木工程系原主任。[245]
- 伊利·曼佐（捷克語：Jiří Menzel），82歲，捷克導演。[246]
- 譚炳文，86歲，香港資深男配音員、粵語歌手、演員，死於肺癌。[247]
- 優素福·瓦利（英语：Yousef Wali），90歲，埃及政治人物，農業和土地開墾部長（1982年－2004年）。[248]
- 为，92岁，中国政治人物，哈尔滨市政协原副主席。[249]
- 王景波，93岁，中国政治人物，中共成都市委统战部原副部长。[250]
- 玛利亚诺斯·雅沃尔斯基（烏克蘭語：Мар'ян Яворський），93岁，乌克兰天主教司铎级枢机，兰贝希斯领衔教区领衔主教（1984年－1991年）。[251]

### 4日
- 王滨，57岁，中国医学教育家，滨州医学院院长。[252]
- 李荣海，79岁，中国政治人物，原中国环境管理干部学院党委书记。[253]
- 凃瑞南，82岁，中国政治人物，泉州市人大常委会原主任。[254]
- 谢先桃，83岁，中国政治人物，中共武汉市江汉区纪委原书记。[255]
- 赵维璋，84岁，中国药学家，北京大学药学院教授。[256]
- 乔·威廉姆斯（英語：Joe Williams），85歲，庫克群島政治家，總理（1999年），死於2019冠狀病毒病。[257]
- 黄孝德，86岁，中国训诂学家、辞书学家，武汉大学教授。[258]
- 周兴灏，87岁，中国教育家，长春师范学院原副院长。[259]
- 安妮·科迪（英语：Annie Cordy），92岁，比利时女演员。[260]
- 李步海，95岁，中国政治人物，海南省兴隆华侨农场原场长。[261]
- 张允中，101岁，新加坡华裔商人，新加坡太平船务公司创办人。[262]

### 3日
- 比罗尔·于内尔（德語：Birol Ünel），59岁，德国演员。[263]
- 袁益军，63岁，中国舞者，一级演员，原湖南师范大学音乐学院舞蹈系主任。[264]
- 拉蒙·席尔瓦·巴蒙德斯（西班牙语：Ramón Silva Bahamondes），76岁，智利歌手、电台播音员，死於2019冠狀病毒病。[265]
- 张静蔚，81岁，中国音乐史学家，中国音乐学院教授、音乐学系原主任。[266]
- 李荣俊，82岁，中国防腐涂料领域专家，教授级高级工程师。[267]
- 孙玉华，86岁，中国中医师，江苏省人民医院原中医科主治医师。[268]
- 钱浩梁，86岁，中国京剧表演艺术家。[269]
- 金鑫，90岁，中国政治人物，国家税务总局原副局长（1994年－1995年），第八、九届全国人大代表。[270]
- 甘牛，93岁，中国政治人物，广西壮族自治区梧州市政协原主席。[271]

### 2日
- 大卫·格雷伯（英語：David Graeber），59岁，美国人类学家，无政府主义者，伦敦政治经济学院教授。[272]
- 尚静波，73岁，中国作家，内蒙古自治区呼和浩特市作家协会原主席。[273]
- 奥古斯丁·罗伯托·拉德里桑尼（英语：Agustín Roberto Radrizzani），75歲，阿根廷天主教教士，內烏肯教區主教（1991年－2001年）、洛馬斯-德薩莫拉教區主教（2001年－2007年）、梅塞德斯-路嫻總教區總主教（2007年－2019年），死於2019冠狀病毒病。[274]
- 康克由，77歲，柬埔寨戰爭罪犯，前紅色高棉領導人、S-21集中營負責人，死於肺病。[275]
- 严焰南，85岁，中国人民武装警察部队少将，原武警部队黄金指挥部副主任兼参谋长。[276]
- 威廉·约齐克（英語：William Yorzyk），87岁，美国游泳运动员。[277]
- 亞德·若望·西蒙尼斯（荷蘭語：Adrianus Johannes Simonis），88歲，荷蘭天主教樞機主教，曾任乌特勒支总教区主教（1983年－2007年）。[278]
- 李同生，91岁，中国中医师，湖北省中医药研究院名誉院长，中国中医骨伤科杂志社社长。[279]
- 王俨思，95岁，中国古典文学专家，湖南师范大学副教授。[280]
- 水青山，108岁，中国抗日战争老兵。[281]

### 1日
- 王旭华，56岁，中国兽医工作者，北京农学院动物科学技术学院办公室原主任。[282]
- 范典明，68岁，中国政治人物，黄山市政协原主席（2013年－2015年）。[283]
- 林民庆，74岁，中国政治人物，曾任青岛市房产局局长、青岛市归国华侨联合会主席。[284]
- 鲍里斯·克柳耶夫（英语：Boris Klyuyev），76岁，俄罗斯演员，俄罗斯联邦人民艺术家（2002年），死于肺癌。[285]
- 张国锦，79岁，中国白酒酿造专家，湖南省酒业协会原会长。[286]
- 弗拉季斯拉夫·克拉皮温（英语：Vladislav Krapivin），81岁，俄罗斯儿童文学作家，死于肺炎。[287]
- 朱日紅，86歲，香港電影演員及幕後工作者，1990年第9屆香港電影金像獎專業精神獎得主[288][288][289]。
- 齐连运，87岁，中国人民解放军中将，原沈阳军区副司令员。[290]
- 杨汝云，87岁，中国政治人物，上海市人大常委会委员（1993年－1998年）。[291]
- 曾维卓，88岁，中国政治人物，最高人民检察院原监察局局长。[292]
- 吾如仪，89岁，中国政治人物、书画家，原国家体委宣传司司长。[293]
- 赵廷光，89岁，中国政治人物，云南省人民政府原副省长，云南省政协原副主席。[294]
- 温思本，93岁，中国政治人物，山东省烟台市政协原副主席。[295]
- 刘明，95岁，中国政治人物，前中国人民建设银行江苏省分行行长。[296]